# Grace Superchip
NVIDIA Grace Superchip — микропроцессорная сборка класса Server/Datacenter от корпорации NVIDIA Corporation из серии NVIDIA Grace, модель осени 2023 года. В состав системы входят два 64-битных 72-ядерных ARM-микропроцессора. Разработана Nvidia и производится контрактным производителем TSMC по усовершенствованному 4-нанометровому (N4) техпроцессу.

## История
В марте 2022 года компания Nvidia в ходе своей корпоративной технологической конференции GTC 2022 анонсировала начало выпуска в первой половине 2023 года давно обещанных ЦПУ Grace и гибридного чипа Grace Hopper, — сочетающего процессоры Grace (ARMv9) и ускоритель H100 (Hopper).
Затем в августе 2022 года компания Nvidia поделилась некоторыми деталями о строении Arm-процессоров Grace и гибридных чипов Grace Hopper.

## Описание
В январе 2023 года компания Nvidia начала тестирование первых образцов Arm-процессора Grace Superchip, который получил 144 Arm-ядра, 960 Гбайт набортной памяти LPDDR5x и 128 линий PCIe 5.0, а его TDP составит 500 Вт. Каждый чип включает в себя два 72-ядерных кристалла Grace, использующих ядра Arm Neoverse V2. Данное ядро использует набор инструкций Armv9, а также имеет четыре 128-битных блока векторных расширений SVE2, блоки для работы с матрицами и поддержку BF16/INT8. Объём кеша L1 составляет по 64 Кбайт для инструкций и данных, L2 — 1 Мбайт на ядро, а общий объём L3 на сборку достигает 234 Мбайт.
Производство Grace Superchip уже запущено, а появления OEM-систем на его базе следует ожидать уже во II квартале 2024 года.
И Nvidia сравнила свой чип Grace Superchip содержащий 144 ядра Neoverse N2 в тестах с конкурентами: с AMD EPYC Genoa 9654 (2 процессора, 192 ядра) и с Intel Xeon Sapphire Rapids 8480+ (также 2 процессора, 112 ядер). В общей сложности чип Nvidia Grace либо был равен в тестах с конкурентами, либо в некоторых тестах даже двукратно превзошёл показатели конкурирующих серверных процессоров. При этом также сравнили энергопотребление систем-участниц тестирования — это 720 и 700 Вт у решений AMD и Intel соответственно против 500 Вт у NVIDIA Grace Superchip.

## Применение
- NVIDIA HGX для HPC — с IV квартала 2023 года[7].
- NVIDIA OVX для цифровых двойников и Omniverse[англ.] — с IV квартала 2023 года[8].